# Rózsa Borka Alapítvány
A Rózsa Borka Alapítvány a magyarországi óvodapedagógus-képzést támogató civil szervezet.

## Története és tevékenysége
Az alapítványt 1990-ben hozta létre Rózsa György és két fia, Rózsa Gábor és Rózsa Mihály Rózsa Györgyné Robitsek Borbála (1920–1967) óvónő emlékére, aki a második világháború utáni első szakképzett óvodapedagógus-nemzedék tagja, mások mellett Bélaváry Burchard Erzsébet és Mérei Ferenc tanítványa volt.
Az alapítvány 1992 óta évente versenyt rendez a magyarországi óvópedagógus-képzőhelyek által delegált végzős hallgatók számára, amelyen egy aktuális szakmai kérdés esszéformában történő kidolgozását kapják feladatul. A jeligés pályaműveket szakmai zsűri értékeli. A verseny díjazottjai díszoklevelet és pénzjutalmat kapnak.

## Kuratóriuma
Az alapítvány első, 1991 januárjában megalakult kuratóriumának munkájában Balogh Ágnes pszichológus, Révész Andrásné nyugdíjas pedagógus, Romhányi Flóriánné pedagógus, Szabadi Ilona nyugdíjas pedagógus és Tomor Lajosné főiskolai adjunktus vett részt. Később csatlakozott a kuratóriumhoz Jávorné Kolozsváry Judit főiskolai docens. A jelenlegi kuratórium tagjai: Bakonyi Anna pedagógiai szakértő, nyugalmazott főiskolai docens, Benyusné Szász Mónika óvónő, Bíró Gyula iskolaigazgató, főiskolai mestertanár, Egyed Zsuzsanna óvodavezető, pedagógiai szakértő, Körmöci Katalin főszerkesztő, egyetemi oktató és Villányi Györgyné főszerkesztő, egyetemi oktató. Az alapítvány képviselője Rózsa Gábor.

## Az alapítvány versenyének témakiírásai
- 1992: Család, óvoda, óvónő; Elképzelések a pályakezdésről
- 1993: Szabadság, fegyelem, irányítás az óvodában
- 1994: A család éve 1994
- 1995: Éveim az óvóképzőben
- 1996: Másság, különbözőség, összetartás
- 1997: Az olvasóvá nevelés kezdete az óvodában
- 1998: A család felkészítő szerepe az élet problémáinak megoldására
- 1999: Szabadság a nevelésben
- 2000: Hivatás vagy foglalkozás? Szakmai értékeim a főiskoláról
- 2001: A XXI. század óvodája és óvodapedagógusa
- 2002: A pedagógusi hivatás jelene és jövője
- 2003: Sajátos nevelési helyzetű gyermekek
- 2004: Differenciáló pedagógia az óvodában
- 2005: Hogyan valósulnak meg az óvodai nevelés feladatai az óvodai játéktevékenységben vagy az anyanyelvi nevelés területén?
- 2006: Udvari tevékenység, játéktevékenység az udvaron
- 2007: Az alternatív pedagógiai irányzatok megjelenése az óvodákban
- 2008: A szabadon választott játék szerepe az óvodás gyermek fejlődésében
- 2009: A „jó óvodapedagógus” 2009-ben
- 2010: Környezettudatos nevelés az óvodában
- 2011: Az óvodapedagógusok szerepe, felelőssége a tehetségígéretek felismerésében és a tehetséggondozásban
- 2012: Egészséges életmódra nevelés az óvodában
- 2013: Iskolaérettség
- 2014: A művészetek szerepe, a művészeti nevelés az óvodában
- 2015: Az óvodáskori játék és tanulás jelentősége, összefüggései; hasonlóságok és különbségek
- 2016: A 21. század gyermekei az óvodában – Más-e a digitális nemzedék?
- 2017: Az érzelmi nevelés jelentősége és lehetőségei az óvodai nevelésben
- 2022: Milyen körülmények szükségesek ahhoz, hogy megvalósulhasson a gyermekközpontú óvodai élet?

## Az alapítvány versenyének díjazottjai

### 1992
- Hugaufné Edöcsény Piroska (Zsámbéki Tanítóképző Főiskola, Zsámbék)
- Lengyel Éva (Csokonai Vitéz Mihály Tanítóképző Főiskola, Kaposvár)
- Szász Mónika (Budapesti Tanítóképző Főiskola, Budapest)
- Verdes Rózsa (Bessenyei György Tanárképző Főiskola, Nyíregyháza)

### 1993
- Illés Tímea (Budapesti Tanítóképző Főiskola, Budapest)
- Maráz Erzsébet (Vitéz János Tanítóképző Főiskola, Esztergom)
- Pacsika Judit (Zsámbéki Tanítóképző Főiskola, Zsámbék)
- Simon Krisztina (Brunszvik Teréz Óvóképző Főiskola, Szarvas)

### 1994
- Lukács Tünde (Illyés Gyula Pedagógiai Főiskola, Szekszárd)
- Sejben Győző (Brunszvik Teréz Óvóképző Főiskola, Szarvas)

### 1995
- Bertha Beáta (Kecskeméti Tanítóképző Főiskola, Kecskemét)
- Kiss Éva (Budapesti Tanítóképző Főiskola, Budapest)
- Szabó Tünde (Hajdúböszörményi Óvóképző Főiskola, Hajdúböszörmény)
- Vida Szűcs Emese (Brunszvik Teréz Óvóképző Főiskola, Szarvas)

### 1996
- Balla Krisztina (Brunszvik Teréz Óvóképző Főiskola, Szarvas)
- Csernik Ilma (Eötvös József Tanítóképző Főiskola, Baja)
- Nagy Anikó Mária (Budapesti Tanítóképző Főiskola, Budapest)
- Zsargó Zsuzsanna (Zsámbéki Katolikus Tanítóképző Főiskola, Zsámbék)

### 1997
- Almási Barbara (Kecskeméti Tanítóképző Főiskola, Kecskemét)
- Bakos Rita (Zsámbéki Katolikus Tanítóképző Főiskola, Zsámbék)
- Csinszky Cecília (Budapesti Tanítóképző Főiskola, Budapest)

### 1998
- Illésné Kis Tünde (Csokonai Vitéz Mihály Tanítóképző Főiskola, Kaposvár)
- Szalóky Anett (Eötvös József Főiskola Pedagógiai Fakultás, Baja)
- Tóth Krisztina (Zsámbéki Katolikus Tanítóképző Főiskola, Zsámbék)

### 1999
- Lovász Hajnalka (Eötvös József Főiskola Pedagógiai Fakultás, Baja)
- Petrikné Viszt Ildikó (Budapesti Tanítóképző Főiskola, Budapest)
- Préger Mónika (Benedek Elek Pedagógiai Főiskola, Sopron)

### 2000
- Bíró Gyula (Tessedik Sámuel Főiskola Körös Főiskolai Kar, Szarvas)
- Bonifert Diána (Eötvös Loránd Tudományegyetem Tanító- és Óvóképző Főiskolai Kar, Budapest)
- Lucza Edina (Eötvös József Főiskola Pedagógiai Fakultás, Baja)
- Sike Ildikó (Debreceni Egyetem Hajdúböszörményi Wargha István Pedagógiai Főiskolai Kar, Hajdúböszörmény)

### 2001
- Kanfi-Horvát Erzsébet (Tessedik Sámuel Főiskola Körös Főiskolai Kar, Szarvas)
- Papp Zsófia (Apor Vilmos Katolikus Főiskola, Zsámbék)
- Ulmer Szilvia (Nyugat-magyarországi Egyetem Benedek Elek Pedagógiai Főiskolai Kar, Sopron)

### 2002
- Fejes Edina (Nyugat-magyarországi Egyetem Benedek Elek Pedagógiai Főiskolai Kar, Sopron)
- Ruff Katalin (Pécsi Tudományegyetem Illyés Gyula Főiskolai Kar, Szekszárd)

### 2003
- Albert Nóra (Eötvös Loránd Tudományegyetem Tanító- és Óvóképző Főiskolai Kar, Budapest)
- Czakó Borbála (Apor Vilmos Katolikus Főiskola, Zsámbék)
- Streicher Adél (Eötvös József Főiskola, Baja)

### 2004
- Balog Katalin (Miskolci Egyetem Comenius Tanítóképző Főiskolai Kar, Sárospatak)
- Bíró Virág Anna (Apor Vilmos Katolikus Főiskola, Zsámbék)
- Dervalics Katalin (Kaposvári Egyetem Csokonai Vitéz Mihály Pedagógiai Főiskolai Kar, Kaposvár)
- Lajtrik Katalin (Kecskeméti Főiskola Tanítóképző Főiskolai Kar, Kecskemét)

### 2005
- Kelemen Annamária (Kaposvári Egyetem Csokonai Vitéz Mihály Pedagógiai Főiskolai Kar, Kaposvár)
- Leidgeb Erzsébet (Nyugat-magyarországi Egyetem Benedek Elek Pedagógiai Főiskolai Kar, Sopron)
- Molnár Adrienn (Apor Vilmos Katolikus Főiskola, Vác)

### 2006
- Gere Judit (Debreceni Egyetem Hajdúböszörményi Pedagógiai Főiskolai Kar, Hajdúböszörmény)
- Krómer Kinga (Eötvös Loránd Tudományegyetem Tanító- és Óvóképző Főiskolai Kar, Budapest)
- Tóth Tímea (Kecskeméti Főiskola Tanítóképző Főiskolai Kar, Kecskemét)

### 2007
- Bognár Erika (Nyugat-magyarországi Egyetem Benedek Elek Pedagógiai Kar, Sopron)
- Simor Diána (Eötvös Loránd Tudományegyetem Tanító- és Óvóképző Főiskolai Kar, Budapest)

### 2008
- Vili Mariann (Kecskeméti Főiskola Tanítóképző Főiskolai Kar, Kecskemét)

### 2009
- Herczeg Kata (Nyugat-magyarországi Egyetem Benedek Elek Pedagógiai Kar, Sopron)
- Orosz Orsolya (Eötvös Loránd Tudományegyetem Tanító- és Óvóképző Főiskolai Kar, Budapest)
- Szakál Mónika (Eötvös József Főiskola, Baja)

### 2010
- Bodáné Szászi Ilona (Apor Vilmos Katolikus Főiskola, Vác)
- Ménesi Csilla (Kaposvári Egyetem Pedagógiai Kar, Kaposvár)

### 2011
- Remisch Annamária (Szegedi Tudományegyetem Juhász Gyula Pedagógusképző Kar, Szeged)

### 2012
- Kovács Luca (Eötvös Loránd Tudományegyetem Tanító- és Óvóképző Kar, Budapest)
- Pápai Márta Zsófia (Eötvös József Főiskola Neveléstudományi Kar, Baja)

### 2013
- Varga Petra (Szent István Egyetem Alkalmazott Bölcsészeti és Pedagógiai Kar, Szarvas)

### 2014
- Kovács Péter (Eötvös Loránd Tudományegyetem Tanító- és Óvóképző Kar, Budapest)

### 2015
- Gulyás Gerda (Gál Ferenc Főiskola Pedagógiai Kar, Szarvas)

### 2016
- Csonka Zsófia (Eötvös Loránd Tudományegyetem Tanító- és Óvóképző Kar, Budapest)

### 2017
- Parádi Ágnes Hajnalka (Soproni Egyetem Benedek Elek Pedagógiai Kar, Sopron)
- Veres Jenifer (Gál Ferenc Főiskola Pedagógiai Kar, Szarvas)

### 2022
- Horváth Emília (Magyar Agrár- és Élettudományi Egyetem, Kaposvári Campus)